# 분배 이음 반격자
순서론에서 분배 이음 반격자(영어: distributive join-semilattice)와 분배 만남 반격자(영어: distributive meet-semilattice)는 분배 격자의 반격자 일반화이다.

## 정의
이음 반격자 {\displaystyle (S,\vee )}에 대하여, 다음 두 조건이 서로 동치이며, 이를 만족시키는 이음 반격자를 분배 이음 반격자라고 한다.
- 임의의 {\displaystyle a,b,c\in S}에 대하여, 만약 {\displaystyle c\leq a\vee b}라면, {\displaystyle c=a'\vee b'}인 {\displaystyle a'\leq a} 및 {\displaystyle b'\leq b}가 존재한다.
- {\displaystyle S}의 순서 아이디얼들의 부분 순서 집합 {\displaystyle \operatorname {Ideal} (S)}은 분배 격자를 이룬다.[1]:167, Lemma 184(iii)

마찬가지로, 만남 반격자 {\displaystyle (S,\wedge )}에 대하여, 다음 두 조건이 서로 동치이며, 이를 만족시키는 이음 반격자를 분배 만남 반격자라고 한다.
- 임의의 {\displaystyle a,b,c\in S}에 대하여, 만약 {\displaystyle c\geq a\wedge b}라면, {\displaystyle c=a'\wedge b'}인 {\displaystyle a'\geq a} 및 {\displaystyle b'\geq b}가 존재한다.
- {\displaystyle S}의 필터들의 부분 순서 집합 {\displaystyle \operatorname {Filter} (S)}은 분배 격자를 이룬다.

증명:
이음 반격자 {\displaystyle S}가 주어졌으며, {\displaystyle a,b,c\in S}에 대하여, 만약 {\displaystyle c\leq a\vee b}라면, {\displaystyle c=a'\vee b'}인 {\displaystyle a'\leq a} 및 {\displaystyle b'\leq b}가 존재한다고 하자. 모든 이음 반격자의 순서 아이디얼 집합은 이음 반격자를 이룬다. 가정한 조건에 따라, {\displaystyle S}가 하향 집합을 이루므로, 두 순서 아이디얼의 교집합은 공집합이 아니다. 따라서, {\displaystyle \operatorname {Ideal} (S)}는 격자를 이룬다. 이제, {\displaystyle \operatorname {Ideal} (S)}가 분배 격자임을 보이려면, 임의의 세 순서 아이디얼 {\displaystyle I,J,K\in \operatorname {Ideal} (S)}에 대하여, {\displaystyle I\vee (J\wedge K)=(I\vee J)\wedge (I\vee K)}임을 보이면 족하다. {\displaystyle \leq }는 모든 격자 위에서 성립한다. 이제 임의의 {\displaystyle a\in (I\vee J)\wedge (I\vee K)}가 주어졌다고 하자. 그렇다면, 가정에 따라
{\displaystyle a=i\vee j=i'\vee k}
인 {\displaystyle i,i'\in I} 및 {\displaystyle j\in J} 및 {\displaystyle k\in K}가 존재한다. {\displaystyle j\leq i\vee j=i'\vee k}이므로, {\displaystyle j=i''\vee k'}인 {\displaystyle i''\leq i'} 및 {\displaystyle k'\leq k}가 존재한다. 이 경우 {\displaystyle i''\in I}이며, {\displaystyle k'\leq i''\vee k'=j}이므로 {\displaystyle k'\in J\wedge K}이다. 따라서,
{\displaystyle a=i\vee j=i\vee (i''\vee k')=(i\vee i'')\vee k'\in I\vee (J\wedge K)}
이다.
반대로, 이음 반격자 {\displaystyle S}에 대하여, {\displaystyle \operatorname {Ideal} (S)}가 격자이며, 또한 분배 격자라고 하자. 또한, {\displaystyle a,b,c\in S}이며, {\displaystyle c\leq a\vee b}라고 하자. 주 순서 아이디얼 {\displaystyle \mathop {\downarrow } a,\mathop {\downarrow } b,\mathop {\downarrow } c\in \operatorname {Ideal} (S)}을 생각하자. 분배 법칙에 따라,
{\displaystyle \mathop {\downarrow } c=\mathop {\downarrow } c\wedge \mathop {\downarrow } (a\vee b)=\mathop {\downarrow } c\wedge (\mathop {\downarrow } a\vee \mathop {\downarrow } b)=(\mathop {\downarrow } c\wedge \mathop {\downarrow } a)\vee (\mathop {\downarrow } c\wedge \mathop {\downarrow } b)}
이다. 특히,
{\displaystyle c\leq a'\vee b'}
인 {\displaystyle a'\in \mathop {\downarrow } c\wedge \mathop {\downarrow } a} 및 {\displaystyle b'\in \mathop {\downarrow } c\wedge \mathop {\downarrow } b}가 존재한다. {\displaystyle a',b'\leq c}이므로, {\displaystyle c\leq a'\vee b'}이다.

## 성질
모든 분배 이음 반격자는 (공집합이 아니라면) 하향 집합이다. 모든 분배 만남 반격자는 (공집합이 아니라면) 상향 집합이다.:167, Lemma 184(ii)
증명:
분배 이음 반격자 {\displaystyle S} 및 임의의 원소 {\displaystyle a,b\in S}가 주어졌다고 하자. {\displaystyle a\leq a\vee b}이므로, {\displaystyle a=a'\vee b'}인 {\displaystyle a'\leq a} 및 {\displaystyle b'\leq b}가 존재한다. 또한, {\displaystyle b'\leq a'\vee b'=a}이다. 따라서 {\displaystyle b'}은 {\displaystyle a}와 {\displaystyle b}의 하계이다.
분배 격자와 달리, 분배 (이음/만남) 반격자의 모임은 (부분 대수에 대하여 닫혀 있지 않으므로) 대수 구조 다양체를 이루지 않는다. 사실, 반격자들로 구성된 대수 구조 다양체는 분배 격자를 반격자에 대하여 일반화할 수 없다 (즉, 격자의 경우에 분배 격자와 일치할 수 없다).

## 예
격자 {\displaystyle (L,\vee ,\wedge )}에 대하여, 다음 두 조건이 서로 동치이다.:167, Lemma 184(i)
- 이음 반격자 {\displaystyle (L,\vee )}는 분배 이음 반격자이다.
- 만남 반격자 {\displaystyle (L,\wedge )}는 분배 만남 반격자이다.
- 격자 {\displaystyle (L,\vee ,\wedge )}는 분배 격자이다.

증명:
분배 격자 {\displaystyle (L,\vee ,\wedge )} 및 {\displaystyle a,b,c\in L}이 주어졌으며, {\displaystyle c\leq a\vee b}라고 하자. 그렇다면, 분배 법칙에 따라
{\displaystyle c=c\wedge (a\vee b)=(c\wedge a)\vee (c\wedge b)}
{\displaystyle c\wedge a\leq a}
{\displaystyle c\wedge b\leq b}
이다. 따라서 {\displaystyle (L,\vee )}는 분배 이음 반격자이다.
이제, 격자 {\displaystyle (L,\vee ,\wedge )}가 분배 격자가 아니라고 하자. 그렇다면, {\displaystyle L}은 오각형 부분 격자
{\displaystyle \{m,a,b,c,n\}}
{\displaystyle m\leq a\leq b\leq n}
{\displaystyle m\leq c\leq n}
또는 다이아몬드 부분 격자
{\displaystyle \{m,a,b,c,n\}}
{\displaystyle m\leq a,b,c\leq n}
를 갖는다. 이 경우,
{\displaystyle b\leq n=a\vee c}
이지만,
{\displaystyle b=a'\vee c'}
{\displaystyle a'\leq a}
{\displaystyle c'\leq c}
인 {\displaystyle a',c'\in L}을 찾을 수 없다. (만약 이러한 {\displaystyle a',c'\in L}이 존재한다면,
{\displaystyle b=a'\vee c'\leq a\vee (c\wedge (a'\vee c'))=a\vee (c\wedge b)=a\vee m=a}
이므로 모순이다.) 따라서, {\displaystyle (L,\vee )}는 분배 이음 반격자가 아니다.

## 참고 문헌
1. 1 2 3  Grätzer, George (2011). 《Lattice Theory: Foundation》 (영어). Basel: Springer. doi:10.1007/978-3-0348-0018-1. ISBN 978-3-0348-0017-4. LCCN 2011921250. MR 2768581. Zbl 1233.06001.
2. ↑  Ertola-Biraben, Rodolfo C.; Esteva, Francesc; Godo, Lluís (2021). 〈On distributive join semilattices〉.   Fazio, D.; Ledda, A.; Paoli, F. 《Algebraic Perspectives on Substructural Logics》. Trends in Logic (영어) 55. Cham: Springer. arXiv:1902.01656. doi:10.1007/978-3-030-52163-9_3. ISBN 978-3-030-52162-2. MR 4175062. Zbl 07326288.